# 가와나카촌 (아이치현)
가와나카촌(川中村)은 일본 아이치현 니시카스가이군에 설치되었던 촌이다. 현재의 나고야시 기타구의 일부에 해당한다.